# Course en ligne masculine de cyclisme sur route aux Jeux olympiques d'été de 2000
Navigation
Atlanta 1996 Athènes 2004
La course en ligne masculine de cyclisme sur route, épreuve de cyclisme des Jeux olympiques d'été de 2000, a lieu le 27 septembre 2000 dans les rues de Sydney. La course s'est déroulée sur 239,4 km.
En janvier 2013, le Comité international olympique disqualifie Lance Armstrong, treizième de la course et médaillé de bronze du contre-la-montre. Cette décision est une conséquence de l'enquête menée par l'agence américaine antidopage (USADA)

## Déroulement de la course
La course s'accélère lors de l'antépénultième tour de circuit. Jan Ullrich, Andreas Klöden et Alexandre Vinokourov profitent d'un moment de flottement dans le peloton pour attaquer ensemble. Les trois coureurs collaborent très bien et distancent le peloton. Dans le dernier tour, le sélectionneur de l'équipe d'Allemagne informe Ullrich et Kloden de l'ordre dans lequel ils doivent arriver. Bien qu'il ne soit pas dans la même équipe nationale, Vinokourov est prévenu par ses deux compagnons d'échappée qu'il doit accepter l'arrangement décidé par l'équipe d'Allemagne. Il est en effet le reste du temps coureur dans l'équipe allemande Deutsche Telekom, dont sont aussi membres Kloden et Ullrich. En cas de non-respect des consignes qui lui sont données, il pourrait être licencié de l'équipe. Vinokourov et Kloden laissent donc partir Ullrich lorsqu'il accélère dans le dernier tour avant de se disputer entre eux un simulacre de sprint. Face aux questions des journalistes, les différents intéressés avouent le stratagème. Vinokourov ne se plaint pas : « Je savais que j'aurais une médaille, la couleur ne revêtait pas la moindre importance ». Kloden affirme quant à lui qu'il est logique qu'Ullrich ait été désigné vainqueur car « Jan est le plus fort d'entre nous. Il était normal qu'il l'emporte. Quant à Alexandre, il fait partie de la famille. Il n'y a pas et il n'y aura pas de problèmes entre nous. ».

## Résultats
| Rang                                | Cycliste             | Pays             | Temps           |
| ----------------------------------- | -------------------- | ---------------- | --------------- |
| Médaille d'or, Jeux olympiques      | Jan Ullrich          | Allemagne        | 5 h 29 min 08 s |
| Médaille d'argent, Jeux olympiques  | Alexandre Vinokourov | Kazakhstan       | + 0 min 09 s    |
| Médaille de bronze, Jeux olympiques | Andreas Klöden       | Allemagne        | + 0 min 12 s    |
| 4.                                  | Michele Bartoli      | Italie           | + 1 min 26 s    |
| 5.                                  | Laurent Jalabert     | France           | —               |
| 6.                                  | Frank Høj            | Danemark         | —               |
| 7.                                  | Piotr Wadecki        | Pologne          | —               |
| 8.                                  | George Hincapie      | États-Unis       | —               |
| 9.                                  | Paolo Bettini        | Italie           | —               |
| 10.                                 | Dimitri Konyshev     | Russie           | —               |
| 11.                                 | Danilo Di Luca       | Italie           | + 1 min 29 s    |
| 12.                                 | Axel Merckx          | Belgique         | —               |
| DSQ                                 | Lance Armstrong      | États-Unis       | —               |
| 14.                                 | Erik Zabel           | Allemagne        | + 1 min 38 s    |
| 15.                                 | Max van Heeswijk     | Pays-Bas         | —               |
| 16.                                 | Gordon Fraser        | Canada           | —               |
| 17.                                 | Óscar Freire         | Espagne          | —               |
| 18.                                 | Jaan Kirsipuu        | Estonie          | —               |
| 19.                                 | Robbie McEwen        | Australie        | —               |
| 20.                                 | Zbigniew Spruch      | Pologne          | —               |
| 21.                                 | Markus Zberg         | Suisse           | —               |
| 22.                                 | Arvis Piziks         | Lettonie         | —               |
| 23.                                 | Peter Wrolich        | Autriche         | —               |
| 24.                                 | Rolf Aldag           | Allemagne        | —               |
| 25.                                 | Léon van Bon         | Pays-Bas         | —               |
| 26.                                 | Andrej Hauptman      | Slovénie         | —               |
| 27.                                 | Vladimir Duma        | Ukraine          | —               |
| 28.                                 | Glenn Magnusson      | Suède            | —               |
| 29.                                 | Pavel Tonkov         | Russie           | —               |
| 30.                                 | Henk Vogels          | Australie        | —               |
| 31.                                 | Ruber Marín          | Colombie         | —               |
| 32.                                 | Uroš Murn            | Slovénie         | —               |
| 33.                                 | Nico Mattan          | Belgique         | —               |
| 34.                                 | Fred Rodriguez       | États-Unis       | —               |
| 35.                                 | Maximilian Sciandri  | Royaume-Uni      | —               |
| 36.                                 | Sergueï Ivanov       | Russie           | —               |
| 37.                                 | Oscar Camenzind      | Suisse           | —               |
| 38.                                 | John Tanner          | Royaume-Uni      | —               |
| 39.                                 | Sergueï Outschakov   | Ukraine          | —               |
| 40.                                 | Nicki Sørensen       | Danemark         | —               |
| 41.                                 | Gerrit Glomser       | Autriche         | —               |
| 42.                                 | Alexander Fedenko    | Ukraine          | —               |
| 43.                                 | David McCann         | Irlande          | —               |
| 44.                                 | Raimondas Rumšas     | Lituanie         | —               |
| 45.                                 | Laurent Brochard     | France           | —               |
| 46.                                 | Andrei Teteriouk     | Kazakhstan       | —               |
| 47.                                 | Chris Jenner         | Nouvelle-Zélande | —               |
| 48.                                 | Zbigniew Piątek      | Pologne          | —               |
| 49.                                 | Tyler Hamilton       | États-Unis       | —               |
| 50.                                 | Omar Pumar           | Venezuela        | —               |
| 51.                                 | Matthias Buxhofer    | Autriche         | —               |
| 52.                                 | Antonio Cruz         | États-Unis       | —               |
| 53.                                 | Alexandr Shefer      | Kazakhstan       | —               |
| 54.                                 | Mauro Gianetti       | Suisse           | —               |
| 55.                                 | Erki Pütsep          | Estonie          | —               |
| 56.                                 | Jens Voigt           | Allemagne        | —               |
| 57.                                 | Sergey Yakovlev      | Kazakhstan       | —               |
| 58.                                 | Piotr Przydział      | Pologne          | —               |
| 59.                                 | Rolf Sørensen        | Danemark         | —               |
| 60.                                 | Abraham Olano        | Espagne          | —               |
| 61.                                 | Julian Dean          | Nouvelle-Zélande | —               |
| 62.                                 | Christophe Moreau    | France           | —               |
| 63.                                 | Richard Virenque     | France           | —               |
| 64.                                 | Laurent Dufaux       | Suisse           | —               |
| 65.                                 | Volodymyr Gustov     | Ukraine          | —               |
| 66.                                 | Francesco Casagrande | Italie           | —               |
| 67.                                 | Marc Wauters         | Belgique         | —               |
| 68.                                 | Alex Zülle           | Suisse           | —               |
| 69.                                 | Marco Pantani        | Italie           | —               |
| 70.                                 | Pavel Padrnos        | Tchéquie         | —               |
| 71.                                 | Rik Verbrugghe       | Belgique         | —               |
| 72.                                 | Eric Wohlberg        | Canada           | —               |
| 73.                                 | Andrei Kivilev       | Kazakhstan       | —               |
| 74.                                 | Ciaran Power         | Irlande          | + 5 min 50 s    |
| 75.                                 | Viatcheslav Ekimov   | Russie           | —               |
| 76.                                 | Tomáš Konečný        | Tchéquie         | —               |
| 77.                                 | Stuart O'Grady       | Australie        | + 7 min 06 s    |
| 78.                                 | Bjørnar Vestøl       | Norvège          | —               |
| 79.                                 | Peter Van Petegem    | Belgique         | —               |
| 80.                                 | Tristan Hoffman      | Pays-Bas         | —               |
| 81.                                 | Andris Reiss         | Lettonie         | + 12 min 53 s   |
| 82.                                 | José Medina          | Chili            | + 12 min 54 s   |
| 83.                                 | Manuel Guevara       | Venezuela        | + 13 min 35 s   |
| 84.                                 | Carlos Maya          | Venezuela        | —               |
| 85.                                 | Scott Guyton         | Nouvelle-Zélande | + 14 min 13 s   |
| 86.                                 | David George         | Afrique du Sud   | + 16 min 43 s   |
| 87.                                 | Milan Dvorščík       | Slovaquie        | + 22 min 45 s   |
| 88.                                 | Alexis Méndez        | Venezuela        | + 23 min 39 s   |
| 89.                                 | Murilo Fischer       | Brésil           | —               |
| 90.                                 | Martin Riška         | Slovaquie        | —               |
| 91.                                 | Óscar Pineda         | Guatemala        | —               |
| 92.                                 | Pedro Pablo Pérez    | Cuba             | + 23 min 40 s   |

## Abandons
| Coureur                        | Pays               |
| ------------------------------ | ------------------ |
| Scott McGrory                  | Australie          |
| Matthew White                  | Australie          |
| René Haselbacher               | Autriche           |
| Thomas Mühlbacher              | Autriche           |
| Czeslaw Lukaszewicz            | Canada             |
| Brian Walton                   | Canada             |
| Luis Sepúlveda                 | Chili              |
| Santiago Botero                | Colombie           |
| Jhon Freddy García             | Colombie           |
| Freddy González                | Colombie           |
| Víctor Hugo Peña               | Colombie           |
| Radim Kořínek                  | République tchèque |
| Ján Svorada                    | République tchèque |
| Lars Michaelsen                | Danemark           |
| Michael Sandstød               | Danemark           |
| Mahmoud Abbas                  | Égypte             |
| Amer El-Nady                   | Égypte             |
| Mohamed Abdel Fattah           | Égypte             |
| Mohamed Kholafy                | Égypte             |
| Juan Carlos Domínguez          | Espagne            |
| Santos González                | Espagne            |
| Miguel Ángel Martín Perdiguero | Espagne            |
| Lauri Aus                      | Estonie            |
| Innar Mändoja                  | Estonie            |
| Janek Tombak                   | Estonie            |
| Christophe Capelle             | France             |
| Nick Craig                     | Grande-Bretagne    |
| Rob Hayles                     | Grande-Bretagne    |
| Jeremy Hunt                    | Grande-Bretagne    |
| Jazy Garcia                    | Guam               |
| Hossein Askari                 | Iran               |
| Ahad Kazemi                    | Iran               |
| Yoshiyuki Abe                  | Japon              |
| Eugen Wacker                   | Kirghizistan       |
| Raivis Belohvoščiks            | Lettonie           |
| Andris Naudužs                 | Lettonie           |
| Dainis Ozols                   | Lettonie           |
| Artūras Kasputis               | Lituanie           |
| Remigius Lupeikis              | Lituanie           |
| Saulius Šarkauskas             | Lituanie           |
| Erik Dekker                    | Pays-Bas           |
| Koos Moerenhout                | Pays-Bas           |
| Kurt Asle Arvesen              | Norvège            |
| Svein Gaute Hølestøl           | Norvège            |
| Thor Hushovd                   | Norvège            |
| Glen Mitchell                  | Nouvelle-Zélande   |
| Piotr Chmielewski              | Pologne            |
| José Azevedo                   | Portugal           |
| Bruno Castanheira              | Portugal           |
| Vítor Gamito                   | Portugal           |
| Orlando Rodrigues              | Portugal           |
| Robert Hunter                  | Afrique du Sud     |
| Evgueni Petrov                 | Russie             |
| Martin Hvastija                | Slovénie           |
| Tadej Valjavec                 | Slovénie           |
| Roman Broniš                   | Slovaquie          |
| Róbert Nagy                    | Slovaquie          |
| Magnus Bäckstedt               | Suède              |
| Michel Lafis                   | Suède              |
| Martin Rittsel                 | Suède              |
| Serhiy Honchar                 | Ukraine            |
| Gregorio Bare                  | Uruguay            |

## Sources
- (en) Cet article est partiellement ou en totalité issu de l’article de Wikipédia en anglais intitulé « Cycling at the 2000 Summer Olympics – Men's road race » (voir la liste des auteurs).
- Résultats complets